# Hermann Scheunemann
Hermann Scheunemann (* 21. April 1940 in Baden (Niederösterreich)) ist ein Hamburger Politiker der Sozialdemokratischen Partei Deutschlands und ehemaliges Mitglied der Hamburgischen Bürgerschaft.

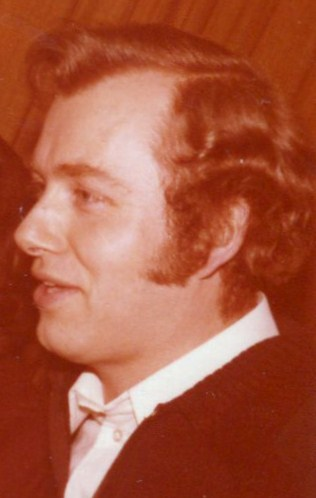
Hermann Scheunemann

## Leben und Partei
Scheunemann ist gelernter Steuerfachgehilfe und arbeitete als Bedachungsunternehmer.
Er war Kreisvorsitzender der SPD-Hamburg-Nord bis 2002. Er stellte sich in dem Jahr nicht wieder zur Wahl. Von  Juni 1978 bis 1986 und von Juni 1987 bis September 1997 saß er in der Hamburgischen Bürgerschaft und war für  seine Fraktion unter anderem im Verkehrsausschuss, Ausschuss für Hafen, Wirtschaft und Landwirtschaft sowie im Ausschuss für Vermögen und öffentliche Unternehmen.
Nach seiner parlamentarischen Laufbahn ist er für die SPD Deputierter in der Kulturbehörde. Zudem wurde er am 6. Mai 2006 in die Schiedskommission der Partei als Beisitzer gewählt.
Er ist in zweiter Ehe verheiratet mit der Journalistin Claudia Spiewak, die er in den 1980er Jahren anlässlich einer Anhörung der Bürgerschaft kennenlernte. Davor war er mit Anke Hartnagel (SPD-Bundestagsabgeordnete von 1998 bis 2004) verheiratet.